# アヴァン・レコード
アヴァン・レコード（Avant Records）は、アヴァンギャルド・ジャズ、エクスペリメンタル・ロック、実験音楽を専門とする日本のレコード・レーベル。このレーベルは、1992年から2004年の間に、80枚以上のアルバムをリリースした。

## 略歴
ニューヨークのサックス奏者、ジョン・ゾーンはノンサッチと契約したのだが、彼のバンドであるネイキッド・シティが録音した音楽はその内容から別のレーベルを必要とすることになった。彼は、1992年に日本のDIW/ディスクユニオンの一部門としてアヴァンを設立し、その最初のアルバムをプロデュースした。
レーベルのメンバーには、デレク・ベイリー、ダック・ベイカー、シロ・バプティスタ、ジョーイ・バロン、スティーヴ・ベレスフォード、アンソニー・コールマン、シルヴィー・クロヴァジェ、デイヴ・ダグラス、マーク・フェルドマン、エリック・フリードランダー、ウェイン・ホーヴィッツ、ジョー・マネリ、ミシャ・メンゲルベルク、ウィリアム・パーカー、ボビー・プレヴィット、そしてミン・シャオ・フェンらが在籍した。
1995年、ゾーンと杉山和紀は、ゾーンのアルバムのための、またアヴァンにレコーディングしてきたミュージシャンたちのための手段として、ニューヨークでツァディク・レコードを設立した。

## ディスコグラフィ
- Avan 001: ネイキッド・シティ : 『異教徒』 - Heretic
- Avan 002: ネイキッド・シティ : 『グラン・ギニョール』 - Grand Guignol
- Avan 003: ネイキッド・シティ : 『ラジオ』 - Radio
- Avan 004: ネイキッド・シティ : 『アブサン』 - Absinthe
- Avan 005: Various Artists : 『イン・ヒズ・オウン・スウィート・ウェイ〜デイヴ・ブルーベックに捧ぐ』 - In His Own Sweet Way: A Tribute to Dave Brubeck
- Avan 006: DNA : 『ラスト・ライヴ・アット・CBGB』 - DNA (Last Live at CBGB's)
- Avan 007: バケットヘッド : 『バケットヘッドランド』 - Bucketheadland
- Avan 008: 不失者 : 『寓意的な誤解』 - Allegorical Misunderstanding
- Avan 009: アントン・フィア : 『ドリームスピード』 - Dreamspeed
- Avan 010: ブラインド・イディオット・ゴッド : 『サイクロトロン』 - Cyclotron
- Avan 011: アンソニー・コールマン : 『ディスコ・バイ・ナイト』 - Disco by Night
- Avan 012: ピーター・ガーランド : 『ナナ+ヴィクトリオ』 - Nana & Victorio
- Avan 013: デヴィッド・シェイ : 『ショック・コリドール』 - Shock Corridor
- Avan 014: ジョージ・ルイス : 『ヴォイジャー』 - Voyager
- Avan 015: リー・ハイラ : 『イン・ダブル・ライト』 - In Double Light
- Avan 016: ジョン・オズワルド : 『プレクシャー』 - Plexure
- Avan 017: ラフ・アセンブラージ : 『コンストラクション・アンド・デモリション』 - Construction and Demolition
- Avan 018: ジーナ・パーキンス : 『イザベル』 - Isabelle
- Avan 019: デイヴ・ソルジャー : 『スマット』 - SMUT
- Avan 020: デヴィッド・ワインスタイン : 『パフューム』 - Perfume
- Avan 021: ミン・シャオ・ファン : 『ウィズ・シックス・コンポーザーズ』 - With Six Composers
- Avan 022: スティーヴン・ドゥルーリー : 『フェイス、ザ・ロス・オブ・フェイス・アンド・ザ・リターン・オブ・フェイス』 - Faith, The Loss of Faith, and the Return of Faith
- Avan 023: ホメロ・ルバンボ : 『ルバンボ』 - Lubambo
- Avan 024: ジョン・フレンチ : 『オ・ソロ・ドランボ』 - O Solo Drumbo
- Avan 025: ネイキッド・シティ :  Radio, Vol. 2 (未発売)
- Avan 026: ボアダムズ : 『ワウツー』 - Wow 2
- Avan 027: ピッグペン : 『V・アズ・イン・ヴィクティム』 - V as in Victim
- Avan 028: ジム・プロトキン : 『ザ・ジョイ・オブ・ディシーズ』 - The Joy of Disease
- Avan 029: ケイク・ライク : 『デリシャス』 - Delicious
- Avan 030: イクエ・モリ : 『ペインテッド・デザート』 - Painted Desert
- Avan 031: Various Artists : 『ディスコ・バングラ - ウェディング・バンズ・フロム・ラジャスタン』 - Disco Bhangra: Wedding Bands From Rajasthan
- Avan 032: ゴッド・イズ・マイ・コ-パイロット : 『眠らない』 - Mir Shlufn Nisht
- Avan 033: マーク・リボー : 『シュレック』 - Shrek
- Avan 034: ゼヴ : 『ヘッズ&テイルズ』 - Heads & Tales
- Avan 035: ベン・ゴールドバーグ : 『トゥエルヴ・マイナー』 - Twelve Minor
- Avan 036: ボビー・プレヴィット・エンプティ・スーツ : 『スレイ・ザ・スーターズ』 - Slay the Suitors
- Avan 037: フィリップ・ジョンストンズ・ビッグ・トラブル : 『ジ・アンノウン』 - The Unknown
- Avan 038: ミシャ・メンゲルベルク・トリオ : 『フーズ・ブリッジ』 - Who's Bridge
- Avan 039: スティーヴ・ベレスフォード : 『シグナルズ・フォー・ティー』 - Signals for Tea
- Avan 040: ダック・ベイカー : 『スピニング・ソング〜ハービー・ニコルズ作品集』 - Spinning Song: Duck Baker Plays the Music of Herbie Nichols
- Avan 041: ボブ・オステルタグ : 『フィアー・ノー・ラヴ』 - Fear No Love
- Avan 042: クリス・コクラン : 『バス』 - Bath
- Avan 043: ウィアード・リトル・ボーイ : 『ウィアード・リトル・ボーイ』 - Weird Little Boy
- Avan 044: ユージン・チャドボーン : 『ペイン・ペン』 - Pain Pen
- Avan 045: ジェニー・シェイマン・カルテット : 『ライヴ・アット・ヨシズ』 - Live at Yoshi's
- Avan 046: ソラ & ウー・マン : 『チャイナ・コラージュ』 - China Collage
- Avan 047: スマルナミーザ! : 『レジア・ヴァレイ・ミュージック』 - Resia Valley Music
- Avan 048: アンディ・ハース : 『アーンヘム・ランド』 - Arnhem Land
- Avan 049: ジョン・ゾーンズ・コブラ : 『東京作戦 吉凶部隊』 - John Zorn's Cobra: Tokyo Operations '94
- Avan 050: デレク・ベイリー & ミン・シャオ・フェン : 『ヴァイパー』 - Viper
- Avan 051: ディム・サム・クリップ・ジョブ : 『ハーモロディック・ジャパディ』 - Harmolodic Jeopardy
- Avan 052: ジャド・フェア&シャピロラマ : 『ウィ・アー・ザ・レイジ』 - We Are The Rage
- Avan 053: プリラプス : 『プリラプス』 - Prelapse ※with ジョン・ゾーン
- Avan 054: バケットヘッド&ブレイン : 『ピーシス〜アイ・ニード・5・ミニッツ・アローン』 - I Need 5 Minutes Alone
- Avan 055: ラーヴァル : 『ラーヴァル』 - Larval
- Avan 056: デレク・ベイリー/ジョン・ゾーン/ウィリアム・パーカー : 『ハラス』 - Harras
- Avan 057: エリック・フリードランダー : 『キメラ』 - Chimera
- Avan 058: アーカード・ストリング・トリオ : 『ライヴ・イン・ヨーロッパ』 - Live in Europe
- Avan 059: ジョーイ・バロン&バロンダウン : 『クラックショット』 - Crackshot
- Avan 060: デレク・ベイリー : 『ギター、ドラムス&ベース』 - Guitar, Drums 'n' Bass
- Avan 061: シロ・バプティスタ : 『シロ/ヴィラ・ローコス・プレイズ・ヴィラ・ロボス』 - Vira Loucos
- Avan 062: 『ドラムス・オブ・デス〜ガーナ現地録音』 - Drums of Death
- Avan 063: ベルナール・ウォマ : 『ライヴ・アット・ザ・ピト・バー』 - Live at the Pito Bar
- Avan 064: アブドゥレイ・バングーラ : 『シギリ』 - Sigiri
- Avan 065: マーク・フェルドマン & シルヴィー・クロヴァジェ : 『ミュージック・フォー・ヴァイオリン&ピアノ』 - Music for Violin and Piano
- Avan 066: デイヴ・ダグラス : 『サンクチュアリー』 - Sanctuary
- Avan 067: ジョー・マネリ : 『パニオッツ・ナイン』 - Paniots Nine
- Avan 068: ジェイミー・サフト/クオン・ヴー : 『ラグド・ジャック』 - Ragged Jack
- Avan 069: ブルース・アックリー・トリオ : 『ザ・ヒーリング』 - The Hearing
- Avan 070: マリー・マコウリフ・アーク・セクステット : 『バート・バカラック作品集』 - Plays the Music of Burt Bacharach
- Avan 071: ザ・ホイッスリング・ハングメン : 『バーホッピング』 - Barhopping
- Avan 072: アルヴァ : 『フェアーヘアード・ギロチン』 - Fair-Haired Guilletine
- Avan 073: ESP (イースサイド・パーカッション) : 『イースサイド・パーカッション』 - ESP
- Avan 074: 灰野敬二 : 『これ以上 という 不透明な訴訟』 - An Unclear Trial: More Than This
- Avan 075: ドラゴン・ブルー : 『ヘイディーズ・パーク』 - Hades Park
- Avan 076: エイヴィン・カン、加藤英樹、カルヴィン・ウェストン : 『ダイイング・グラウンド』 - Dying Ground
- Avan 077: デヴィッド・ワトソン : 『スカール』 - Skirl
- Avan 078: ハリエット・タブマン : 『プロトタイプ』 - Prototype (2000年)[2]
- Avan 079: ヴィヴィアン・シスターズ : 『ヴィヴィアン・シスターズ』 - Vivian Sisters
- Avan 080: ウェイン・ホーヴィッツ : 『フロム・ア・ウィンドウ』 - From a Window
- Avan 081: ビル・ラズウェル vs SUBMERGED : 『BRUTAL CALLING』 - Brutal Calling